# Zaretis syene
Espèce
Zaretis syene est une espèce d'insectes lépidoptères de la famille des Nymphalidae, de la sous-famille des Charaxinae et du genre Zaretis.

## Dénomination
Zaretis syene a été décrit par William Chapman Hewitson en 1856 sous le nom initial de Siderone syene.
Synonyme : Anaea syene.

## Description
Zaretis syene est un papillon aux ailes antérieures à apex pointu et recourbé, bord externe concave et aux ailes postérieures à angle anal formant une courte queue. Le dessus est de couleur ocre avec une bordure violine et une suffusion violacée et aux ailes postérieures l'ornementation d'une ligne submarginale violet foncé.
Le revers est marron à reflets violacés nacrés avec des veines et une ligne aux ailes postérieures du milieu du bord costal à l'angle anal ce qui mime une feuille et ses nervures.

## Écologie et distribution
Zaretis syene est présent en Colombie,.

### Protection
Pas de statut de protection particulier.